# Рейхсталер
Рейхсталер (нім. Reichstaler, в дослівному перекладі «імперський талер») — велика срібна монета і розрахункова грошова одиниця держав Священної Римської імперії в XVI—XIX століттях. Як викарбована монета, на відміну від розрахункової одиниці часто називався «спешесталер» або «спешесрейхсталер».

## Історія
У 1566 році згідно доповнення до Аугсбурзького монетного статуту 1559 року була введена нова грошова одиниця — «рейхсталер», що карбувалась за стопою 9 монет з 1 кельнської марки чистого срібла. Це відповідало 29,23 г срібла 889 проби, або 25,98 г чистого срібла.
Спочатку рейхсталер прирівняли до 68 крейцерів, але по мірі знецінення крейцера, до 72, а в 1580 році — 90 крейцерам. Монети стали карбувати багато держав. В середині XVI століття рейхсталер отримав широке поширення і став повноцінною торговою монетою.
У державах північної Німеччини рейхсталер ділили на 24 грошена або 32 шилінга.

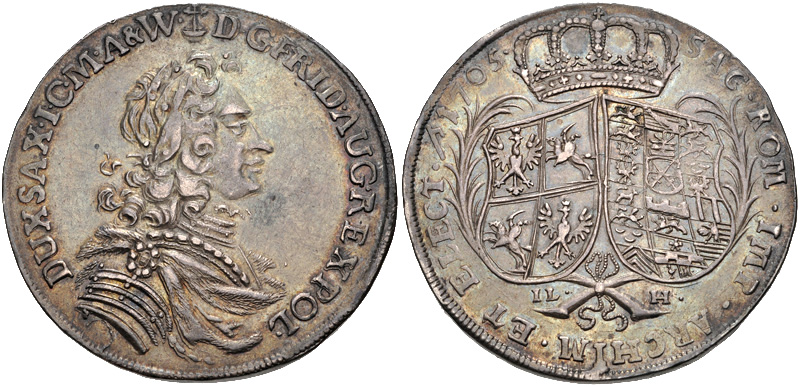
Рейхсталер курфюста Саксонії Августа Сильного 1705 року

У 1750 році під час правління Фрідріха II в Пруссії була проведена Грауманська реформа, згідно з якою з однієї кельнської марки срібла стали випускати 14 прусських талерів. Відповідно вага монети знизилася до 22,27 г срібла 750 проби (тобто 16,704 г чистого срібла, замість 25,98 г в старих рейхсталерах). При цьому ці монети продовжували містити напис «рейхсталер» (reichsthaler). Така девальвація вагових характеристик рейхсталера однією з провідних держав Німеччини призвела до відмови від подальшого використання цієї грошової одиниці. У 1753 році внаслідок підписання Австрією і Баварією спільної монетної конвенції з'явився конвенційний талер (1/10 кельнської марки срібла або 23,386 г чистого срібла), а незабаром і кроненталер (29,44 г срібла 873-ї проби або 25,9 г чистого срібла).

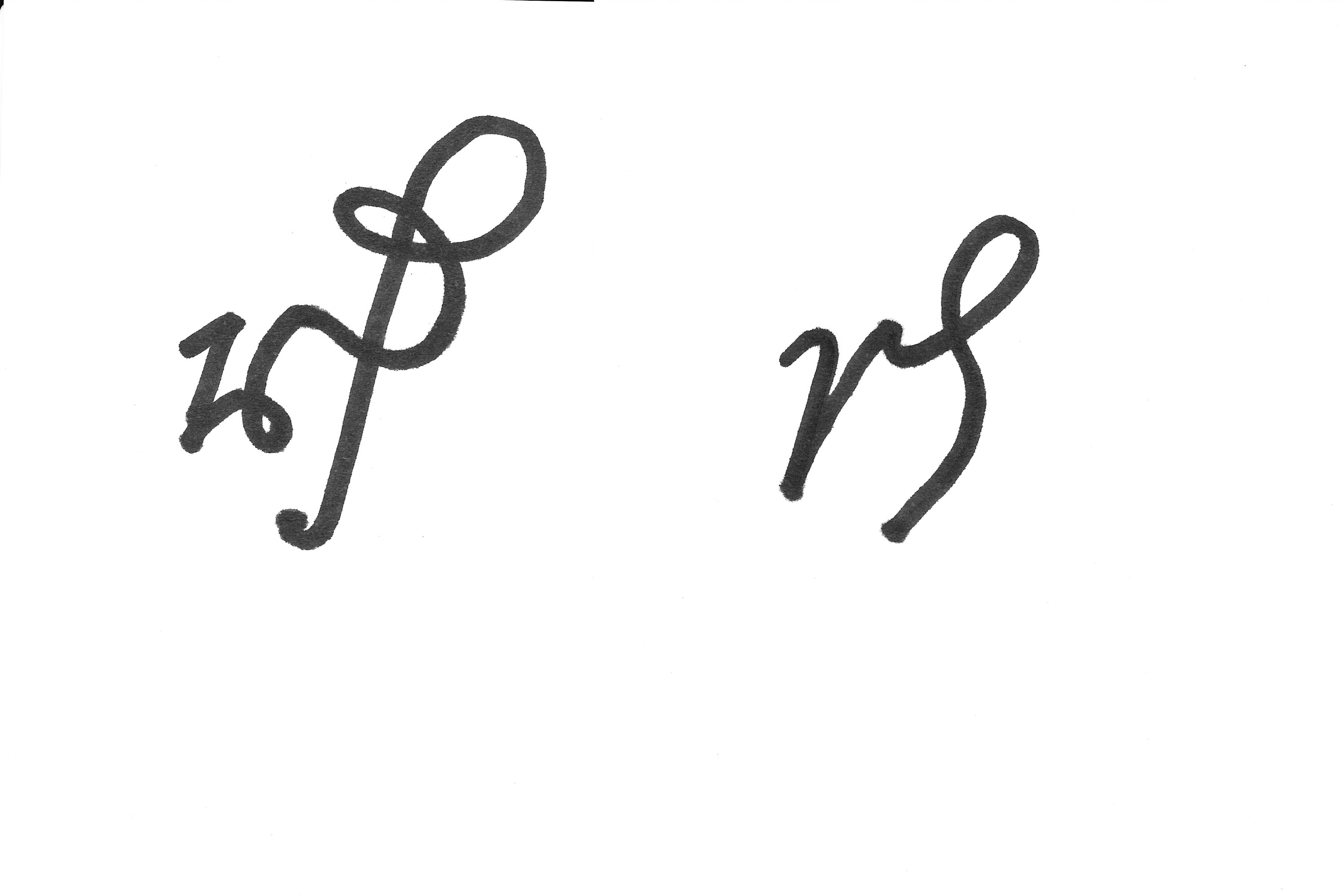
Типові скорочення (знаки) рейхсталера

У 1816 році в Пруссії був випущений останній талер з відповідним позначенням номіналу «reichsthaler».
У 1837 і 1838 роках були підписані Мюнхенська та Дрезденська монетні конвенції. Спочатку вони були покликані забезпечити уніфікацію грошових систем учасників договору, а в реальності привели до створення на території Німецького митного союзу двох валютних зон з переважанням прусського талера в країнах Північної Німеччини і гульдена — Південної. Між ними був встановлений чіткий обмінний курс — 2 талера становили еквівалент 3 1/2 гульденів. Хоч вміст чистого срібла в талері після 1838 року і залишалося незмінним (1/14 кельнської марки) його вагові характеристики відрізнялися від «рейхсталера», так як він карбувався зі срібла 900-ї проби.
У 1857 році між більшістю німецьких держав і Австрією було підписано Віденську монетну конвенцію. Відповідно до цієї конвенції, основною ваговою одиницею для країн-учасниць замість Кельнської марки ставав «митний фунт» (нім. Zollpfund) рівний 500 грамам. Для країн Дрезденської монетної конвенції встановлювалася монетна стопа в 30 талерів з одного митного фунта, для Південнонімецького монетного союзу — 52,5 гульдена, для Австрії — 45 гульденів. Новий талер отримав назву «союзного» (нім. Vereinstaler) і проіснував до 1871 року.